# Cyberprzemoc
Cyberprzemoc (cybermobbing, cyberbullying, agresja elektroniczna, elektroniczna przemoc rówieśnicza) – stosowanie przemocy poprzez: prześladowanie, zastraszanie, nękanie, wyśmiewanie innych osób z wykorzystaniem Internetu i narzędzi typu elektronicznego takich jak: SMS, e-mail, witryny internetowe, fora dyskusyjne w internecie, portale społecznościowe i inne. Osobę dopuszczającą się takich czynów określa się stalkerem.
Cyberprzemoc pojawiła się na przełomie XX i XXI wieku. Napastnicy prześladują swoje ofiary złośliwymi i obraźliwymi SMS-ami lub e-mailami. Bardziej drastyczną formą ataku jest sporządzanie witryn internetowych, wpisów na forach dyskusyjnych czy dręczenia przez komunikatory sieciowe lub w mediach społecznościowych.
Zamiarem internetowych chuliganów jest zdyskredytowanie konkretnej osoby lub grupy ludzi czy nawet całych społeczności. Takie działania wynikają z poczucia anonimowości lub bezkarności sprawców i ułatwiane są np. zamieszczeniem witryny internetowej na serwerze w kraju, w którym pisemne groźby nie są przestępstwem.
Taka forma znęcania się nad swoimi ofiarami, zdaniem psychologów wynika z trzech powodów:
- łatwiej poniżać, dyskredytować i szykanować, gdy istnieje szansa ukrycia się za internetowym pseudonimem i nie ma potrzeby konfrontacji z ofiarą oko w oko;
- sprawca może spreparować poniżającą treść bez potrzeby reagowania na bieżąco, jak jest np. w przypadku rozmowy osobistej czy wideo;
- sprawca może działać w dowolnym czasie, a ofiara nie ma możliwości ucieczki, jak jest w przypadku osobistych kontaktów – jej profil cały czas jest dostępny w sieci.

Prześladowanie przez internet jest szczególnie groźne dlatego, że kompromitujące czy poniżające materiały są dostępne w krótkim czasie dla wielu osób i pozostają w sieci na zawsze, jako kopie na wielu komputerach, nawet po ustaleniu i ukaraniu sprawcy.
Jednym z przejawów cyberprzemocy jest także tworzenie antystron internetowych, a także podszywanie się pod kogoś, tworząc blog lub stronę.

## Typologia
Typologia agresji elektronicznej ze względu na typ ofiary zaproponowana przez J. Pyżalskiego rozróżnia:
1. Agresję elektroniczną wobec pokrzywdzonych, w której charakterystyczną cechą jest nierówność „sił” sprawcy i ofiary, to znaczy ofiarą jest osoba słabsza.
2. Agresję elektroniczną wobec celebrytów, gdzie za celebrytę uznaje się osobę często występującą w środkach masowego przekazu i wzbudzającej zainteresowanie opinii publicznej, bez względu na pełniony przez nią zawód.
3. Elektroniczną agresję uprzedzeniową (ang. bias bullying), gdzie ofiarami agresji elektronicznej stają się grupy ludzi skupione według wspólnych wartości, na przykład określonej narodowości, fani zespołu, grupa wyznaniowa, zwolennicy określonej opcji lub partii politycznej i in.
4. Agresję elektroniczną wobec nieznajomych (przypadkową), której ofiara jest osoba nieznana sprawcy, będąca przypadkową ofiarą podczas surfowania w sieci.
5. Mobbing elektroniczny, w którym sprawca i ofiara są najczęściej członkami tej samej grupy, zarówno online, jak i offline.

## Formy cyberprzemocy
- Rozsyłanie kompromitujących materiałów
- Włamania na konta pocztowe i konta komunikatorów w celu rozsyłania kompromitujących wiadomości
- Dalsze rozsyłanie otrzymanych danych i wiadomości jako zapisu rozmowy, czy kopii e-maila
- Tworzenie kompromitujących i ośmieszających stron internetowych
- Podszywanie się pod inne osoby
- Wykluczanie z internetowych społeczności
- Publikowanie poniżających, często wulgarnych komentarzy i postów
- Flood, czyli przesyłanie wielkiej liczby wiadomości lub komentarzy, które blokują skrzynkę odbiorcy.

## Skutki cyberprzemocy
Jeden ze znanych przypadków to historia filmu „Star War Kid”, w której młody chłopak z Kanady nieudolnie odgrywa scenę walki z Gwiezdnych Wojen. Film trafił do sieci i przez długi czas był jednym z najpopularniejszych materiałów w internecie. Chłopak po załamaniu nerwowym zmienił wraz z rodziną miejsce zamieszkania i przez kilka lat był pod ścisłą ochroną psychiatry.
Inny przypadek to m.in. film, w którym pewien japoński uczeń został nagrany w krępującej sytuacji w szatni szkolnej kamerą w telefonie komórkowym. Znana była także sprawa zdjęcia amerykańskiej uczennicy, której fotografię przerobiono na zdjęcie pornograficzne.
Specjaliści wskazują, że skutki cyberprzemocy u młodzieży to poważne problemy psychiczne, nerwice, a w skrajnym przypadku – próby samobójcze.

## Badania w Polsce i na świecie
Badania przeprowadzone na grupie dzieci w wieku 12–18 lat na temat dręczenia w sieci i realu przez dr Robin Kowalski i dr Susan Limber z Clemens University:
22% dziewczynek miało styczność z cyberbullyingiem (w świecie realnym 12,3%)
11% chłopców miało styczność z cyberbullyingiem (w świecie realnym 14,1%)
Zgodnie z badaniami prowadzonymi przez Fight Crime: Invest in Kids na grupie 1000 osób, jedna trzecia nastolatków była obrażana lub wyśmiewania w Internecie, 10% spotkało się z groźbami fizycznymi publikowanymi online.
Według raportu Safer Internet 2007 w okresie od 6 lutego do 31 grudnia 2007 roku 524 na 1408 zgłoszeń do helpline.org.pl dotyczyło właśnie cyberprzemocy, co lokowało ten problem na drugim miejscu pod względem częstości zgłaszania (na pierwszym miejscu były pytania o zasady bezpieczeństwa w sieci – 549 zgłoszeń).
Badania prof. Jacka Pyżalskiego na próbie 2143 uczniów gimnazjum klas trzecich wykazały, że w ciągu 12 miesięcy poprzedzających badania 19,6% gimnazjalistów było sprawcami cyberbullyingu, 6,6% jego ofiarami, a 5,9% pełniło obydwie role (tzw. sprawco-ofiary). Jednocześnie według badań tego samego autora ok. 21% polskich nauczycieli wskazuje, iż musiało osobiście interweniować w cyberprzemoc pomiędzy swoimi uczniami.
Badania tego obszaru podejmowane są także w ramach projektów realizowanych w przestrzeni międzynarodowej. Jednym z takich przedsięwzięć jest projekt ECIP (European Cyberbullying Intervention Project) realizowany w ramach europejskiego programu Daphne III, który zorientowany jest na zapobieganie i zwalczanie przemocy wobec dzieci, młodzieży i kobiet oraz ochronę ofiar i grup ryzyka. Badacze z sześciu krajów: Włoch (koordynator projektu – Uniwersytet w Bolonii), Niemiec, Hiszpanii, Grecji, Wielkiej Brytanii i Polski podjęli się zadania stworzenia narzędzi pomiarowych oraz programów profilaktycznych dotyczących agresji elektronicznej.
W latach 2010–2012 Instytut Medycyny Pracy w Łodzi (http://www.imp.lodz.pl/) prowadził międzynarodowy projekt “We Can! – Cyberbullying Action Network for Parents’ Education” skierowany do rodziców, aby poprzez edukację dorosłych skuteczniej reagować na zachowania online młodych ludzi. Mimo że projekt już został zakończony, informacje o nim, a także na temat cyberbullyingu, można znaleźć na fanpage’u polskiej części projektu https://archive.is/20140202040252/http://www.facebook.com/pages/We-can-Cyberbullying-Action-Network-for-Parents-Education/257764297665595
Badania z roku 2014 wskazały, że połowa uczniów gimnazjów to ofiary cyberprzemocy, zaś 31,4% – jej sprawcy. Badania prowadzono jednak na niewielkiej (50 osób) próbie nastolatków.
Wg badań EU Kids online 2018 Polska prowadzonych na reprezentatywnej grupie nastolatków, sprawcy agresji online są zazwyczaj także agresywni offline. Niewiele jest także ofiar, które doświadczają przemocy w internecie, a nie doświadczyły jej w innych sytuacjach. W porównaniu z wynikami z badań z 2010, doświadczanie agresji (online i offline) wzrosło z 19% do 32%.

## Odpowiedzialność karna w Polsce
W dniu 6 czerwca 2011 r. weszła w życie poprawka do ustawy – Kodeks karny, opublikowana w Dz.U. z 2011 r. nr 72, poz. 381, uznająca cyberprzemoc, jak i stalking w Polsce za czyn zabroniony. Obecnie czyn ten podlega karze na podstawie art. 190a K.k.:
- paragraf 1: Kto przez uporczywe nękanie innej osoby lub osoby jej najbliższej wzbudza u niej uzasadnione okolicznościami poczucie zagrożenia lub istotnie narusza jej prywatność, podlega karze pozbawienia wolności do lat 3.
- paragraf 2: Tej samej karze podlega, kto, podszywając się pod inną osobę, wykorzystuje jej wizerunek lub inne jej dane osobowe w celu wyrządzenia jej szkody majątkowej lub osobistej.
- paragraf 3: Jeżeli następstwem czynu określonego w § 1 lub 2 jest targnięcie się pokrzywdzonego na własne życie, sprawca podlega karze pozbawienia wolności od roku do lat 10.
- paragraf 4: Ściganie przestępstwa określonego w § 1 lub 2 następuje na wniosek pokrzywdzonego.

Wprowadzenie art. 190a do Kodeksu karnego zakończyło w Polsce okres bezkarności osób posługujących się internetem w celach nękania innych osób. Niezależnie od tego uregulowania prawnego nadal pozostają karalne również m.in. pomówienie, zniewaga, groźba karalna, niszczenie danych informatycznych i utrudnianie dostępu do danych informatycznych, które mogą być przejawami cyberprzemocy. Niezależnie od ochrony prawnokarnej pokrzywdzonego, osoba taka może pozwać dodatkowo prześladowcę jako poszkodowany w procesie cywilnym np. o naruszenie dóbr osobistych.

## Przeciwdziałanie cyberprzemocy
Pierwszą formą jest zachowanie zdrowych relacji w internecie, uwrażliwianie dzieci na potencjalne zagrożenia i niewchodzenie w niepewne kontakty online. Gdy jednak doświadczy się cyberprzemocy, warto zastosować się do kilku zasad przeciwdziałania jej:
1. W razie wystąpienia cyberprzemocy, w pierwszej kolejności należy zabezpieczyć dowody, przygotować zrzuty ekranu, zapisać emaile itp.
2. Następnie należy powiadomić administratora serwisu o fakcie przemocy i dążyć do zablokowania konta osoby agresywnej.
3. O ile to możliwe, warto skontaktować się ze sprawcą, przedstawiając mu oczekiwanie, by zakończył przemoc i usunął z sieci wszystkie jej pozostałości
4. Osobie, która jest ofiarą przemocy w sieci, należy udzielić wsparcia i uwagi
5. Jeśli sytuacja dotyczy dzieci lub młodzieży, koniecznie należy poinformować szkołę, wychowawcę i podjąć współpracę z placówką
6. Jeśli cyberprzemoc ma znamiona przestępstwa lub wykroczenia, należy poinformować o tym fakcie policję.
7. Ze wszystkimi pytaniami można dzwonić pod numer 800 100 100 – telefon zaufania dla rodziców i nauczycieli w sprawie bezpieczeństwa w sieci
8. Dla dzieci i młodzieży działa telefon zaufania 116 111[15]